# Corts de València (1281)
Les Corts de València de 1281, Corts Generals del regne de València, foren convocades el mes de maig per Pere el Gran, a petició dels tres estaments, per a resoldre els assumptes que afectaven al regne de València. Iniciades el 9 de juny, continuaren fins l'11 de novembre.
Primerament foren convocats els representants de les localitats d'Alzira, València, Xàtiva, Ontinyent, Bocairent, Llíria, Sogorb, Gandia, Dénia, Alcoi, Cullera, Sagunt, Borriana, Castelló de la Plana, Morella, Peníscola i Cocentaina; seguidament foren convocats els nobles que no acompanyaven el monarca, com Artal de Luna, Bernat Guillem d'Entença i Ximén de Urrea, entre d'altres; i posteriorment els convocats foren els nobles i eclesiàstics que posseïen heretats al regne.
Pels enfrontaments amb la noblesa, el rei acorda la reforma i adaptació dels furs amb l'estament reial. Les esmenes als furs es refereixen a alguns aspectes sobre el funcionament de la cúria, i a les denúncies d'adulteri.